# Chironomus apicatus
Chironomus apicatus är en tvåvingeart som beskrevs av Oskar Augustus Johannsen 1932. Chironomus apicatus ingår i släktet Chironomus och familjen fjädermyggor. Inga underarter finns listade i Catalogue of Life.